# Шаргородский, Сергей Михайлович
Серге́й Миха́йлович Шаргоро́дский (1959, Одесса - 2023) — израильский журналист, литературовед и переводчик.

## Биография
Сергей Шаргородский родился в 1959 году в Одессе. Летом 1973 года вместе с родителями эмигрировал в Израиль и около года жил в кибуце. Окончил экстерном школу, служил в израильской армии. После армии учился у художников Й. Вайнфельд и Р. Лави, занимался искусством (живопись, инсталляции, перформансы), участвовал в групповых и персональных выставках.
Учился в Еврейском университете в Иерусалими и Тель-Авивском университете, где изучал египтологию, историю искусств, лингвистику, русскую литературу и филологию. В Еврейском университете в Иерусалиме застал, по собственным словам, «звёздный час иерусалимской славистики» — когда в университете преподавали Омри Ронен, Дмитрий Сегал, Лазарь Флейшман, Илья Серман и др.
Занимался переводами, редактировал литературный альманах «Саламандра» и журнал «Обитаемый остров».
Окончил курс изучения журналистики Тель-Авивского университета. С 1986 года работал в агентстве Ассошиэйтед Пресс сначала как корреспондент по Израилю, с 1991 года — иностранным корреспондентом в Москве. Был военным репортёром в Грузии, Абхазии, Чечне, на двух палестинских «интифадах» и в других военных конфликтах. В 1998—2002 годах — шеф-корреспондент бюро Ассошиэйтед Пресс в Киеве. С 2002 года — фрилансер (журналист, переводчик, медиа-консультант).
Как литературовед занимался Велимиром Хлебниковым, Михаилом Булгаковым, Иосифом Бродским и другими авторами. Литературоведческие статьи публиковались в журналах «Двадцать два», «Литературное обозрение», «Обитаемый остров», «Новое литературное обозрение», «Солнечное сплетение», Nota Bene и др. Хлебникова сам Шаргородский называет своим «первым поэтом» — прочитав его впервые в 12-ти или 14-летнем возрасте, он понял, что такое поэзия.
В настоящее время живёт в Киеве.

## Награды и премии
- Финалист Пулитцеровской премии[источник не указан 380 дней]